# CD Leganés
Club Deportivo Leganés este un club de fotbal spaniol din Primera División cu sediul în Leganés, Comunitatea Madrid. Din sezonul 2025-26 evoluează în Segunda División, a doua categorie națională. Echipa își dispută meciurile de acasă pe stadionul Estadio Municipal de Butarque, cu o capacitate de 12.454 de spectatori.

## Lotul actual
La 31 iulie 2025.
| Nr. |             | Poziție | Jucător             |
| --- | ----------- | ------- | ------------------- |
| 1   | Spania      | P       | Juan Soriano        |
| 2   | Spania      | F       | Marvel              |
| 3   | Spania      | F       | Jorge Sáenz         |
| 4   | Spania      | F       | Rubén Pulido        |
| 5   | Spania      | F       | Ignasi Miquel       |
| 6   | Spania      | F       | Lalo Aguilar        |
| 7   | Spania      | F       | Rubén Peña          |
| 8   | Guineea     | M       | Seydouba Cissé      |
| 9   | Spania      | A       | Miguel de la Fuente |
| 10  | Spania      | M       | Juan Cruz           |
| 11  | Capul Verde | A       | Duk                 |
| 13  | Spania      | P       | Miguel San Román    |

| Nr. |         | Poziție | Jucător             |
| --- | ------- | ------- | ------------------- |
| 14  | Spania  | M       | Roberto López       |
| 15  | Spania  | F       | Enric Franquesa     |
| 17  | Spania  | M       | Naim García         |
| 18  | Belgia  | A       | Benjamin Pauwels    |
| 19  | Spania  | A       | Diego García        |
| 20  | Spania  | F       | Javi Hernández      |
| 21  | Spania  | M       | Andrés Campos       |
| 22  | Uruguay | F       | Sebastián Figueredo |
| 23  | Spania  | A       | Álex Millán         |
| 24  | Guineea | M       | Amadou Diawara      |
| 26  | Spania  | M       | Carlos Guirao       |
| 31  | Spania  | P       | Javi Garrido        |

## Legături externe
- Official website Arhivat în 5 mai 2018, la Wayback Machine. es
- Futbolme team profile es
- Leganes Betting profile en